# 1962 w Wojsku Polskim
Kalendarium Wojska Polskiego 1962 – wydarzenia w Wojsku Polskim w roku 1962.

## 1962
- zgromadzenie i utrzymywanie określonych przez SG WP zapasów nienaruszalnych[1]

## Styczeń
1 stycznia
- rozpoczęły działalność wojewódzkie sztaby wojskowe[1]
- weszło w życie rozporządzenie Ministrów Spraw Wewnętrznych i Obrony Narodowej z dnia 14 grudnia 1961 w sprawie obowiązku meldunkowego osób podlegających powszechnemu obowiązkowi wojskowemu[2]

26 stycznia
- minister obrony narodowej zarządzeniem nr 4 utworzył z dniem 1 lipca 1962 w Wojskowej Akademii Politycznej im Feliksa Dzierżyńskiego studia zaoczne w zakresie pedagogiki i historii[3]

30 stycznia
- w Pradze odbyła się narada Komitetu Ministrów Obrony Zjednoczonych Sił Zbrojnych Układu Warszawskiego[4]

## Luty
15 lutego
- Sejm PRL uchwalił ustawę o Sądzie Najwyższym[5]; Sąd Najwyższy dzielił się na cztery izby: Cywilną, Karną, Pracy i Ubezpieczeń Społecznych oraz Wojskową; równocześnie z utworzeniem Izby Wojskowej Sądu Najwyższego zlikwidowany został Najwyższy Sąd Wojskowy

## Marzec
7 marca
- Szef Sztabu Generalnego WP wydał zarządzenie Nr 023/Org. w sprawie przeniesienia 3, 4 i 9 Dywizji Piechoty na etaty Nr 5/323-5/337 skadrowanej dywizji zmechanizowanej

21 marca
- w Genewie minister spraw zagranicznych PRL, Adam Rapacki wygłosił przemówienie na plenarnym posiedzeniu Komitetu Rozbrojeniowego 18 państw[4]

28 marca
- na terenie Akademii Sztabu Generalnego w Rembertowie odsłonięto pomnik generała broni Karola Świerczewskiego – patrona uczelni[4]

## Kwiecień
- odbył się centralny kurs instruktorsko-metodyczny dla kadry dowódczej wojska[4]

14 kwietnia
- na podstawie rozkazu Nr 0039/Org. Ministra Obrony Narodowej na bazie dotychczasowego Dowództwa Wojsk Lotniczych i Obrony Przeciwlotniczej Obszaru Kraju został utworzony Inspektorat Lotnictwa oraz dwa samodzielne dowództwa: Dowództwo Lotnictwa Operacyjnego i Dowództwo Wojsk Obrony Powietrznej Obszaru Kraju[6][7]

24 kwietnia
- Komitet Centralny Związku Młodzieży Socjalistycznej nadał Oficerskiej Szkole Lotniczej w Dęblinie „Złotą Odznakę im. Janka Krasickiego”[6]

30 kwietnia
- Minister Obrony Narodowej wyznaczył:

dotychczasowego dowódcę Wojsk Lotniczych i Obrony Przeciwlotniczej Obszaru Kraju, generała dywizji Jana Frey-Bieleckiego na stanowisko Głównego Inspektora Lotnictwa
dotychczasowego dowódcę Wojsk Obrony Przeciwlotniczej Obszaru Kraju, generała brygady Czesława Mankiewicza na stanowisko dowódcy Wojsk Obrony Powietrznej Obszaru Kraju
dowódcą Lotnictwa Operacyjnego pozostał generał brygady Jan Raczkowski

## Maj
2 maja
- wprowadzono zakresy działania dowództw okręgów wojskowych w sprawach obrony terytorialnej[1]

3–4 maja
- w Warszawie odbyła się ogólnopolska narada aktywu Ligi Przyjaciół Żołnierza; w obradach prowadzonych pod przewodnictwem prezesa Zarządu Głównego LPŻ, generała brygady Franciszka Księżarczyka wziął udział szef Głównego Zarządu Politycznego WP, generał dywizji Wojciech Jaruzelski[4]

22 maja
- początek dziewiętnastego rejsu szkolnego ORP „Iskra”

## Czerwiec
- odbyły się ćwiczenia operacyjne sztabów okręgów wojskowych i instytucji centralnych MON[4]

1 czerwca
- minister obrony narodowej zarządzeniem nr 35/MON uregulował sprawy współzawodnictwa o miano Drużyny Służby Socjalistycznej[4]

18 czerwca
- zmarł szef Sztabu Zjednoczonych Sił Zbrojnych Państw Stron Układu Warszawskiego, generał armii Aleksiej Antonow[4]

18–25 czerwca
- w Polsce przebywała z wizytą delegacja Narodowej Armii Ludowej NRD z ministrem obrony narodowej NRD generałem armii Heinzem Hoffmannem[4]

19 czerwca
- Minister Obrony Narodowej, generał broni Marian Spychalski nadał 26 pułkowi czołgów średnich w Gubinie imię Niemieckich Bojowników Antyfaszystowskich[8]

30 czerwca
- Minister Obrony Narodowej wydał zarządzenie Nr 39/MON w sprawie odbywania przejazdów oraz dokonywania przewozów na koszt wojska; do zarządzenia zostały załączone „Przepisy o przejazdach i przewozach na koszt wojska” sygn. Szt. Gen. 301/62[9]

## Lipiec
3–6 lipca

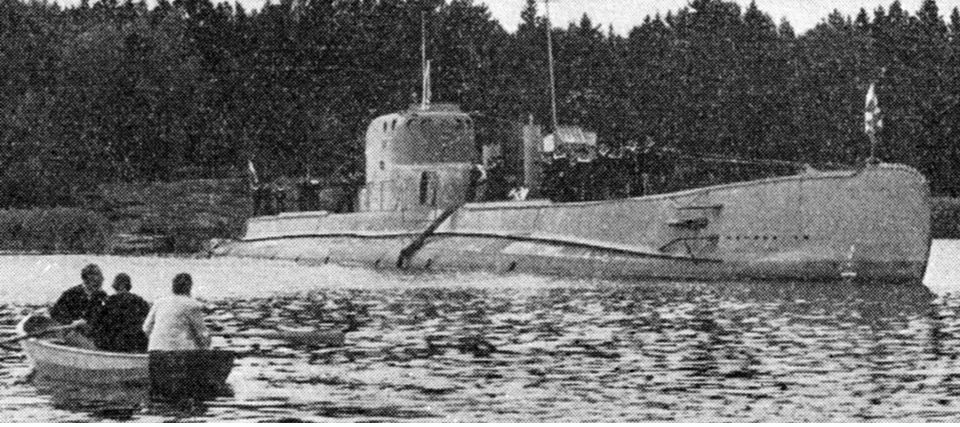
ORP Sęp

- w Londynie z wizytą kurtuazyjną przebywał zespół OORP w składzie: niszczyciel „Błyskawica”, okręt podwodny „Sęp” i trałowiec „Żbik”[4]

4 lipca
- Minister Obrony Narodowej wyznaczył:

generała brygady Michała Jakubika na stanowisko zastępcy Głównego Inspektora Lotnictwa do spraw szkolenia lotniczego
generała brygady Romana Paszkowskiego na stanowisko zastępcy dowódcy Wojsk Obrony Powietrznej Obszaru Kraju do spraw szkolenia
pułkownika Jana Stamieszkina na stanowisko szefa sztabu – zastępcy dowódcy Wojsk Obrony Powietrznej Obszaru Kraju
generała brygady Władysława Szczepuchę na stanowisko szefa Artylerii Wojsk Obrony Powietrznej Obszaru Kraju
12 lipca

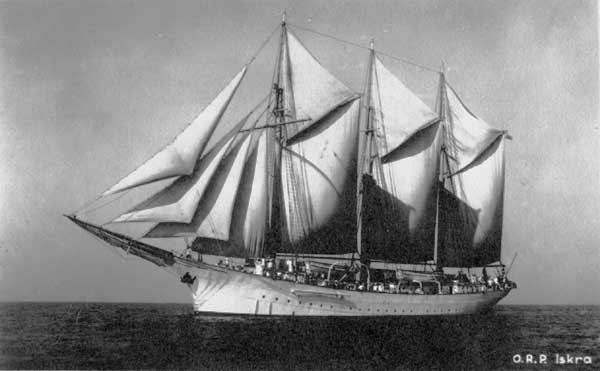
ORP „Iskra”

- pułkownik Tadeusz Dąbkowski został wyznaczony na stanowisko zastępcy dowódcy Wojsk Obrony Powietrznej Obszaru Kraju do spraw politycznych
- koniec dziewiętnastego rejsu szkolnego ORP „Iskra”; okręt zawinął do portu: Rostock

15 lipca
- na polach bitwy pod Grunwaldem otwarto Muzeum Grunwaldzkie[4]
- pułkownik Władysław Jagiełło został wyznaczony na stanowisko dowódcy 1 Korpusu OPK

24 lipca
- początek dwudziestego rejsu szkolnego ORP „Iskra”

## Sierpień
1 sierpnia
- koniec dwudziestego rejsu szkolnego ORP „Iskra” zawinął do portu w Helsinkach

## Wrzesień
- w Zarządzie Politycznym Wojsk Obrony Powietrznej Kraju odbyła się konferencja poświęcona działalności sal tradycji bojowych jednostek wojskowych[10]

1 września
- ukazał się rozkaz ministra obrony narodowej o przemianowaniu z dniem 2 września Oficerskiej Szkoły Piechoty nr 1 im. Tadeusza Kościuszki na Oficerską Szkołę Wojsk Zmechanizowanych im. Tadeusza Kościuszki[11]

6–9 września
- w Sztokholmie z rewizytą kurtuazyjną przebywał zespół polskich okrętów w składzie: niszczyciel „Błyskawica” oraz trałowce „Delfin” i „Dzik”[10]

7 września
- w Związku Radzieckim zmarł były dowódca Wojsk Pancernych i Zmechanizowanych WP, generał pułkownik Iwan Suchow[10]

10–13 września
- w Muzeum Wojska Polskiego odbyła się międzynarodowa narada dyrektorów muzeów wojskowo-historycznych Polski, ZSRR, CSRS, NRD, Rumunii i Węgier[10]

11–13 września
- w Gdyni z wizytą kurtuazyjną przebywał fiński okręt szkolny „Matti Kurki”[10]

## Październik
- generał armii Paweł Batow został mianowany szefem Sztabu Zjednoczonych Sił Zbrojnych Układu Warszawskiego[10]

2 października
- attaché wojskowy CSRS w Warszawie, pułkownik Jan Doleżal wręczył wiceministrowi obrony narodowej i szefowi Głównego Zarządu Politycznego WP, generałowi dywizji Wojciechowi Jaruzelskiemu sztandar bojowy Czechosłowackiej Armii Ludowej, jako symbol przyjaźni i braterstwa z ludowym Wojskiem Polskim[10]

14 października
- w Sanicach, w powiecie żarskim, odsłonięto tablicę pamiątkową ku czci żołnierzy 29 Pułku Piechoty poległych w kwietniu 1945 podczas forsowania Nysy Łużyckiej[10] → Operacja łużycka

23 października
- Naczelne Dowództwo Zjednoczonych Sił Zbrojnych Państw Stron Układu Warszawskiego postawiło wojska w stan pełnej gotowości bojowej[1]
- ćwiczenia wojsk Armii Radzieckiej, Narodowej Armii Ludowej NRD i Wojska Polskiego na terenie Pomorza Zachodniego pod kryptonimem „Bałtyk-Odra”[1]

## Listopad
6 listopada
- powołano Szefostwo Komunikacji Wojskowej MON[1]

12–13 listopada
- odbył się IV Krajowy Zjazd Ligi Przyjaciół Żołnierza[10]

20 listopada
- Naczelne Dowództwo Zjednoczonych Sił Zbrojnych Państw Stron Układu Warszawskiego odwołało stan pełnej gotowości bojowej wojsk[1]

## Grudzień
- Wojska Obrony Powietrznej Obszaru Kraju zostały przekształcone w Wojska Obrony Powietrznej Kraju na prawach rodzaju sił zbrojnych[10]

6–19 grudnia
- w Związku Radzieckim z oficjalną wizytą przebywała delegacja Wojska Polskiego na czele z ministrem obrony narodowej, generałem broni Marianem Spychalskim[10][12]

30 grudnia
- rozpoczęto formowanie powiatowych sztabów wojskowych[1]
- podniesiono banderę na okręcie podwodnym ORP „Orzeł”[10]